# Tomasz Adam Szelewski
Tomasz Karol Szelewski (ur. 11 października 1799 w Kozłówce na Lubelszczyźnie, zm. 8 grudnia 1866 w Warszawie) – polski ksiądz, pijar, pedagog, tłumacz literatury i publicysta.

## Życiorys
Syn Wawrzyńca i Janiny Elżbiety z Nowickich. Od roku 1810 uczył się w konwikcie pijarów w Opolu Lubelskim. W 1815 r. wstąpił do zgromadzenia pijarów przyjmując imię Józef Kalasanty. Był nauczycielem literatury polskiej i historii w Warszawie. W 1824 r. przyjął święcenia kapłańskie. Jako tłumacz przełożył między innymi z języka francuskiego Rozprawę o religii uważanej jako potrzebę społeczności napisaną przez Pierre Marie Cottreta. W uznaniu za swoje prace w dniu 14 grudnia 1835 r. został mianowany członkiem czynnym Towarzystwa Naukowego w Krakowie. Był także profesorem Akademii Duchownej Rzymskokatolickiej w Warszawie, a także redaktorem naczelnym (1850–1862) czasopisma „Pamiętnik Religijno-Moralny”, które powstało przy tej uczelni, dzięki jego zabiegom. W latach 1837–1843 pełnił funkcję proboszcza w parafii pod wezwaniem św. Anny w Wilanowie. Później osiadł w Brzezinach pod Łodzią, gdzie był proboszczem.